# La Plagne-Tarentaise
La Plagne-Tarentaise es una comuna nueva francesa situada en el departamento de Saboya, de la región de Auvernia-Ródano-Alpes.

## Historia
Fue creada el 1 de enero de 2016, en aplicación de una resolución del prefecto de Saboya de 10 de noviembre de 2015 con la unión de las comunas de Bellentre, La Côte-d'Aime, Mâcot-la-Plagne y Valezan, pasando a estar el ayuntamiento en la antigua comuna de Mâcot-la-Plagne.

## Demografía
| Gráfica de evolución demográfica de La Plagne-Tarentaise entre 1800 y 2013 |
|                                                                            |

Los datos entre 1800 y 2013 son el resultado de sumar los parciales de las cuatro comunas que forman la nueva comuna de La Plagne-Tarentaise, cuyos datos se han cogido de 1800 a 1999, para las comunas de Bellentre, La Côte-d'Aime, Mâcot-la-Plagne y Valezan de la página francesa EHESS/Cassini. Los demás datos se han cogido de la página del INSEE.

## Composición
| Comuna delegada | Código INSEE | Población (2013) | Superficie (km²) | Densidad (hab./km²) |
| --------------- | ------------ | ---------------- | ---------------- | ------------------- |
| Bellentre       | 73038        | 929              | 23.94            | 39                  |
| La Côte-d'Aime  | 73093        | 851              | 26.26            | 32                  |
| Mâcot-la-Plagne | 73150        | 1801             | 37.86            | 48                  |
| Valezan         | 73305        | 233              | 8.01             | 29                  |